# Häfen Bramsche
Die Häfen Bramsche umfassen vier Anlandungsstellen und einen Hafen auf dem Gebiet der Gemeinde Bramsche im Landkreis Osnabrück, Niedersachsen.

## Geographie
- Karte mit allen Koordinaten:
- OSM |
- WikiMap

Die Häfen Bramsches liegen an fünf räumlich getrennten Standorten südlich des Ortskernes auf einer Höhe von 50,3 m ü. NN an der Bundeswasserstraße Mittellandkanal (MLK).
| Lage: Gewässer – km | Hafen:  | Beschreibung                           | Kailänge                               | Ausstattung                                        |
| ------------------- | ------- | -------------------------------------- | -------------------------------------- | -------------------------------------------------- |
| MLK 28,5 Süd        | Lände ⊙ | Hafen Achmer                           | 450 m, gespundet                       | 1 Portalkran, 2 Mobilkräne, Freilagerflächen       |
| MLK 30,4 Nord       | Lände ⊙ | WSP-Lände                              | 400 m, geböscht                        | Abzweigung zum Stichkanal Osnabrück                |
| MLK 31,9 Nord       | Hafen ⊙ | WSA Mittellandkanal / Elbe-Seitenkanal | 60 + 180 m, gespundet + 180 m geböscht |                                                    |
| MLK 33,9 Nord       | Lände ⊙ | Umschlagstelle Eilers                  | 65 m, gespundet + 330 m geböscht       | Portalkran, Waage, Lagersilos und Hallen           |
| MLK 40 Süd          | Lände ⊙ | Hafen Engter                           | 180 m, gespundet + 150 m gespundet     | 2 Portalkräne, Waage, Lagersilos, Freilagerflächen |

## Geschichte
Um 1910 erreichte der Mittellandkanal Bramsche und zeitgleich begann der Bau der Abzweigung zum Stichkanal Osnabrück. Die erste Lände, hauptsächlich für den Umschlag von Baustoffen, Agrarprodukten und Kohle entstand in Bramsche 1912. Allerdings war der Kanal zunächst nur nach Westen hin schiffbar. Ein merklicher Anstieg der Umschlagsmengen konnte ab 1916 erzielt werden, als die Durchstiche der Kanäle nach Hannover im Osten und Osnabrück im Süden hin erfolgten und konnten in den Folgejahren trotz des Ersten Weltkrieges und der Weltwirtschaftskrise weiter gesteigert werden.
1936 kam die Lände Achmer hinzu, als der Flugplatz Achmer gebaut wurde. Diese hatte während des Zweiten Weltkrieges ausschließlich militärische Bedeutung.
In den 1960er Jahren wurde im Zuge der Ertüchtigung und Ausbauarbeiten des Kanales noch die Lände in Engter gebaut.
Weiterhin unterhalten die Wasserschutzpolizei und das Wasserstraßen- und Schifffahrtsamt Mittellandkanal / Elbe-Seitenkanal in Bramsche jeweils eigene Länden und einen kleinen Hafen.

## Gewerbe und Infrastruktur
Heute bestehen die Häfen Bramsches aus mehreren Gewerbegebieten, die die Hafenanlagen mit wichtiger Infrastruktur ergänzen. Die Umschlagseinrichtungen sind an den jeweiligen Stellen den Erfordernissen angepasst. An der Lände Achmer werden heutzutage hauptsächlich große Mengen von Schrott zum Recycling verschifft. An der Umschlagstelle Eilers überwiegen Schüttgüter wie Futter- und Düngemittel, für die es Lagermöglichkeiten bis zu  16.000 t gibt. Der jährliche Umschlag erreicht dort 240.000 Tonnen. An der Lände in Engter hat man sich auf Baustoffe spezialisiert, aber auch Agrarerzeugnisse wie Getreide können umgeschlagen und gelagert werden.
Für die Freizeit- und Personenschifffahrt existieren in Bramsche keine gesonderten Anleger. Von Osnabrück aus können von April bis Oktober Ausflugs- und Rundfahrten nach Bramsche unternommen werden.

## Verkehr
Gemeindestraßen erschließen die Häfen zu der Bundesautobahn 1, der Bundesstraße 68 und der Bundesstraße 218 hin. Im ÖPNV werden alle Hafenteile in zumutbarer Entfernung versorgt. 
Die Lände Achmer grenzt unmittelbar an die Bahnstrecke Oldenburg–Osnabrück an, ist aber bisher noch nicht mit einem eigenen Gleisanschluss ausgestattet.